# Тормак
Тормак (рум. Tormac) — село у повіті Тіміш в Румунії. Входить до складу комуни Тормак.
Село розташоване на відстані 381 км на захід від Бухареста, 33 км на південний схід від Тімішоари.

## Населення
За даними перепису населення 2002 року у селі проживали 1593 особи.
Національний склад населення села:
| Національність | Кількість осіб | Відсоток |
| -------------- | -------------- | -------- |
| угорці         | 1149           | 72,1%    |
| румуни         | 427            | 26,8%    |
| цигани         | 7              | 0,4%     |

Рідною мовою назвали:
| Мова      | Кількість осіб | Відсоток |
| --------- | -------------- | -------- |
| угорська  | 1146           | 71,9%    |
| румунська | 432            | 27,1%    |
| циганська | 7              | 0,4%     |